# Radošovský most
Radošovský most – całościowo zadaszony drewniany most drogowy przecinający rzekę Ohrzę w Radošovie, części Kyselki w kraju karlowarskim w Czechach. Stanowi zabytek kultury nr ÚSKP 15710/4-1020 od 3 maja 1958. Do narodowego spisu zabytków trafił 11 lutego 1964 pod numerem 4-1020.

## Charakterystyka
Most stoi w miejscu podobnej konstrukcji z 1364 i ma ponad 62 metry długości, 5,5 metra szerokości oraz nośność 1,5 tony. Stoi w miejscu dawnego brodu na Ohrzy, którym po praz pierwszy przybył do Czech król Jan Luksemburski. Nakryty został dwuspadowym dachem gontowym o nachyleniu 47°. Jest wsparty na kamiennych filarach z drugiej połowy XVIII wieku (kamień łupany). Na filarach opiera się belkowanie, na którym wsparto ściany boczne konstrukcji dachowej. Belki pionowe ścian rozmieszczone są w odległości 3-4 metrów od siebie i połączone belkami poziomymi, a także oszalowane. W ścianie południowej znajdują się dwa otwory z ościeżami. Konstrukcja jest łączona za pomocą śrub i zatrzasków. 18 lipca 1986 obiekt strawił pożar, jednak w 2003 został on zrekonstruowany.

## Galeria

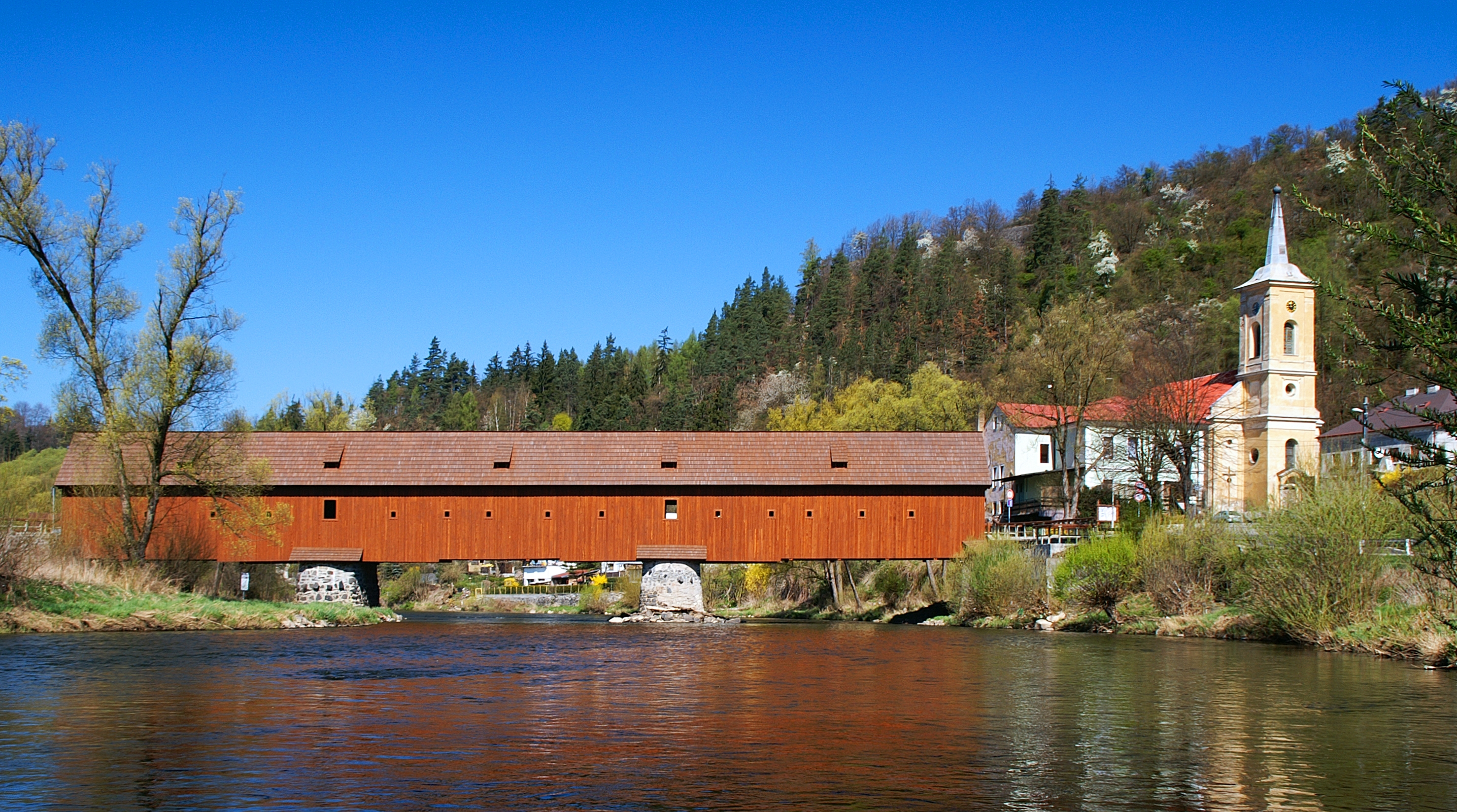
Widok na most i wieś
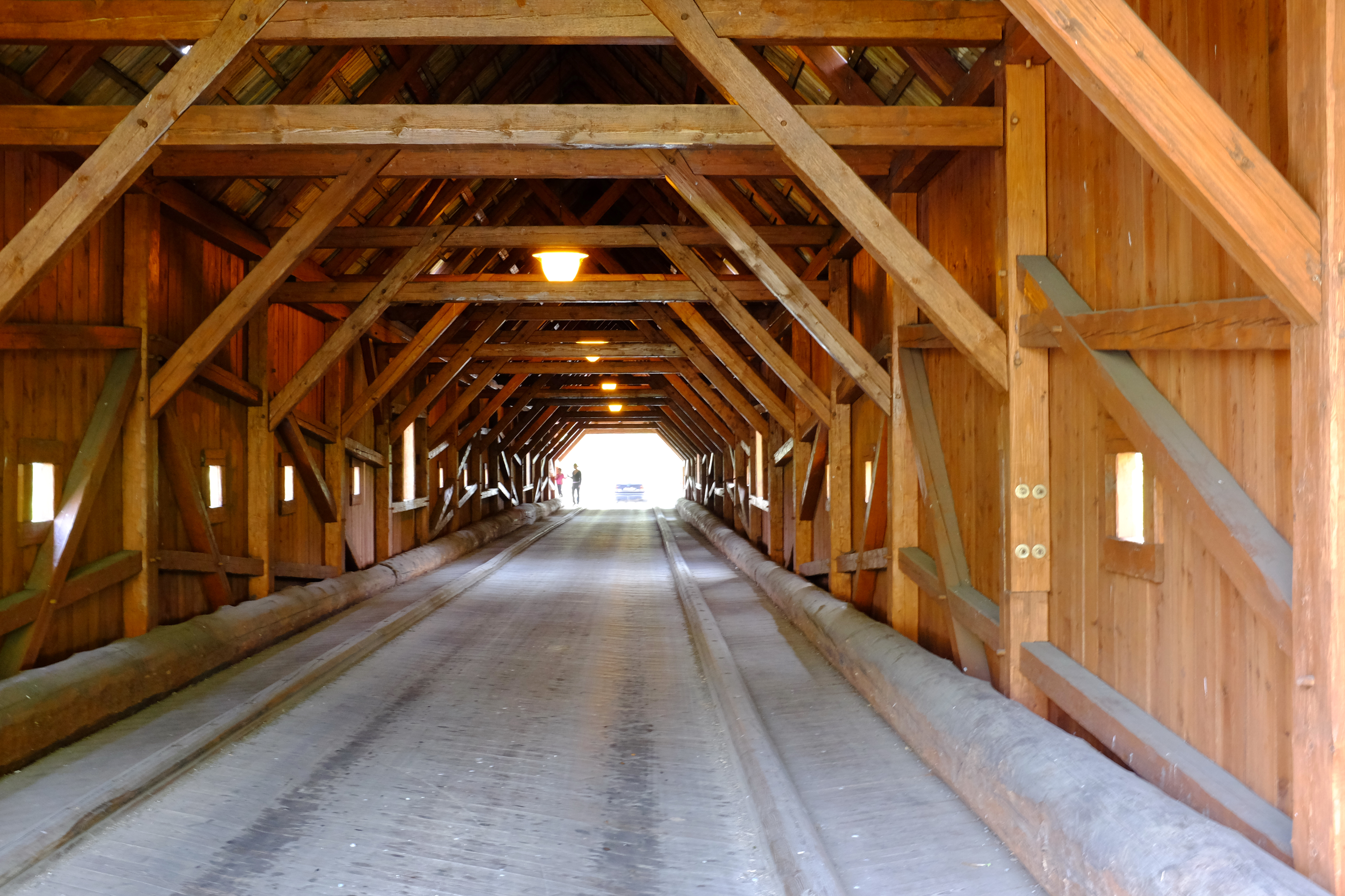
Jezdnia i konstrukcja